# Bastogne Barracks
Pour les articles homonymes, voir Bastogne (homonymie).
Bastogne Barracks, centre d'interprétation de la Seconde Guerre mondiale, est un musée de la ville belge de Bastogne.

## Histoire
Ce musée, situé à Bastogne et dont l'entrée est gratuite, est géré par l'armée belge. Il est d'ailleurs situé à l'endroit où se situait l'ancien quartier général d'Anthony McAuliffe, dans la caserne Heintz. Celle-ci était d'ailleurs utilisée comme siège de la 101e division aéroportée américaine durant le siège de Bastogne. 

## Présentation
La superficie du musée est d'environ 2 350 m2. 
Le « Vehicle Restoration Center » est également accessible et permet de découvrir une vaste collection de blindés et chars du Musée royal de l'armée qui y retrouvent une nouvelle vie car ils y sont restaurés. Il est également possible de visiter les casernes souterraines et d'observer divers objets des troupes américaines, allemandes et britanniques ainsi que des pièces d'artillerie, des armes légères ou du matériel radio et médical. 
C'est dans le sous-sol de ce musée que le général Anthony McAuliffe aurait déclaré « Nuts! » en réponse à l'appel de l'Allemagne à la reddition.   
Un plus grand musée, le Bastogne War Museum, se situe à un kilomètre de celui-ci.